# Lijst van nummer 1-hits in de 3FM Mega Top 50 in 2018
Deze hits stonden in 2018 op nummer 1 in de Mega Top 50, de hitlijst van de Nederlandse radiozender NPO 3FM.
| Datum        | Artiest                     | Titel                |
| ------------ | --------------------------- | -------------------- |
| 6 januari    | Ed Sheeran & Beyoncé        | Perfect/Perfect Duet |
| 13 januari   | Ed Sheeran & Beyoncé        | Perfect/Perfect Duet |
| 20 januari   | Camila Cabello & Young Thug | Havana               |
| 27 januari   | BLØF & Geike Arnaert        | Zoutelande           |
| 3 februari   | BLØF & Geike Arnaert        | Zoutelande           |
| 10 februari  | BLØF & Geike Arnaert        | Zoutelande           |
| 17 februari  | BLØF & Geike Arnaert        | Zoutelande           |
| 24 februari  | BLØF & Geike Arnaert        | Zoutelande           |
| 3 maart      | BLØF & Geike Arnaert        | Zoutelande           |
| 10 maart     | BLØF & Geike Arnaert        | Zoutelande           |
| 17 maart     | Ronnie Flex & Famke Louise  | Fan                  |
| 24 maart     | BLØF & Geike Arnaert        | Zoutelande           |
| 31 maart     | BLØF & Geike Arnaert        | Zoutelande           |
| 7 april      | BLØF & Geike Arnaert        | Zoutelande           |
| 14 april     | Marshmello & Anne-Marie     | Friends              |
| 21 april     | Calvin Harris & Dua Lipa    | One kiss             |
| 28 april     | Calvin Harris & Dua Lipa    | One kiss             |
| 5 mei        | Calvin Harris & Dua Lipa    | One kiss             |
| 12 mei       | Calvin Harris & Dua Lipa    | One kiss             |
| 19 mei       | Calvin Harris & Dua Lipa    | One kiss             |
| 26 mei       | Calvin Harris & Dua Lipa    | One kiss             |
| 2 juni       | Calvin Harris & Dua Lipa    | One kiss             |
| 9 juni       | Calvin Harris & Dua Lipa    | One kiss             |
| 16 juni      | Calvin Harris & Dua Lipa    | One kiss             |
| 23 juni      | Calvin Harris & Dua Lipa    | One kiss             |
| 30 juni      | Calvin Harris & Dua Lipa    | One kiss             |
| 7 juli       | Calvin Harris & Dua Lipa    | One kiss             |
| 14 juli      | Calvin Harris & Dua Lipa    | One kiss             |
| 21 juli      | Calvin Harris & Dua Lipa    | One kiss             |
| 28 juli      | Calvin Harris & Dua Lipa    | One kiss             |
| 4 augustus   | Drake                       | In my feelings       |
| 11 augustus  | Drake                       | In my feelings       |
| 18 augustus  | Drake                       | In my feelings       |
| 25 augustus  | Aya Nakamura                | Djadja               |
| 1 september  | Aya Nakamura                | Djadja               |
| 8 september  | Aya Nakamura                | Djadja               |
| 15 september | George Ezra                 | Shotgun              |
| 22 september | Frenna & Lil' Kleine        | Verleden tijd        |
| 29 september | Frenna & Lil' Kleine        | Verleden tijd        |
| 6 oktober    | Frenna & Lil' Kleine        | Verleden tijd        |
| 13 oktober   | Dynoro & Gigi D'Agostino    | In my mind           |
| 20 oktober   | Dynoro & Gigi D'Agostino    | In my mind           |
| 27 oktober   | Dynoro & Gigi D'Agostino    | In my mind           |
| 3 november   | Davina Michelle             | Duurt te lang        |
| 10 november  | Davina Michelle             | Duurt te lang        |
| 17 november  | Davina Michelle             | Duurt te lang        |
| 24 november  | Davina Michelle             | Duurt te lang        |
| 1 december   | Davina Michelle             | Duurt te lang        |
| 8 december   | Ariana Grande               | Thank U, next        |
| 15 december  | Ava Max                     | Sweet but psycho     |
| 22 december  | Ava Max                     | Sweet but psycho     |
| 29 december  | Ava Max                     | Sweet but psycho     |